# Abitur in Rheinland-Pfalz
Das Abitur in Rheinland-Pfalz wird in der Regel durch den erfolgreichen Abschluss der Oberstufe (Mainzer Studienstufe, kurz MSS) sowie der teilweise zentralen und dezentralen Abiturprüfung erlangt.

## Geschichte
Die Pilotphase zur MSS startete im Jahr 1967 am Bischöflichen Willigis-Gymnasium in Mainz, daher der Name. 1970 war die Mainzer Studienstufe bereits an sieben Versuchsschulen angelaufen. Die allgemeine Einführung der MSS erfolgte über drei Jahre, beginnend 1973 bei zunächst ungefähr einem Drittel der Gymnasien.

## Oberstufe G9
Die gymnasiale Oberstufe in Rheinland-Pfalz wird auch Mainzer Studienstufe (kurz MSS) genannt und dauert zwei Jahre und sieben Monate. Die schriftlichen Abiturprüfungen (in den drei zu Beginn der Oberstufe gewählten Leistungskursen) finden im Januar, die mündliche(n) Prüfung(en) im März statt.
Die MSS gliedert sich in zwei sich überschneidende Phasen, nämlich in die einjährige Einführungsphase (11/1,11/2) und in die gut zweijährige Qualifikationsphase (11/2, 12/1, 12/2, 13). Die Jahrgangsstufe 13 endet dabei nicht zum Halbjahresende (Ende Januar), sondern mit der Ausgabe der Zeugnisse (Ende Februar). Die Übergabe der Abiturzeugnisse erfolgt dabei spätestens am 31. März des jeweiligen Abiturjahres. 
Die Einführungsphase dient den Schülerinnen und Schülern dazu, sich an das System der MSS zu gewöhnen, insbesondere an die drei Leistungskurse, dabei ist spätestens nach zehn Wochen unter Umständen noch eine Umwahl der Fächerkombination möglich. In der Qualifikationsphase sammeln die Schüler Punkte für das Abitur. Das Halbjahr 11/2 gehört sowohl zur Einführungs- als auch zur Qualifikationsphase.
Vor Beginn der Stufe 11 können verschiedene Fächer frei gewählt werden, jedoch müssen Mathematik, Deutsch, zwei Fremdsprachen und eine Naturwissenschaft oder eine Fremdsprache und zwei Naturwissenschaften, Geschichte, eine weitere Gesellschaftswissenschaft sowie Religion oder Ethik und Sport immer belegt werden. In der MSS 12 müssen Bildende Kunst, Musik oder Darstellendes Spiel belegt werden, falls diese nicht schon zuvor gewählt wurden.
Jeder Schüler wählt für die Klasse 11 drei Fächer aus dem Angebot der Schule als Leistungsfach. Mindestens sieben, höchstens neun weitere Fächer werden als Grundfach belegt. Stundenzahl und Lerninhalte sind in den Leistungsfächern umfangreicher und anspruchsvoller als in den Grundkursen. Außerdem zählen die Leistungsfächer verpflichtend zu den Prüfungsfächern im Abitur.

## Oberstufe G8
Die gymnasiale Oberstufe in Rheinland-Pfalz in G8 dauert drei volle Jahre. G8 wird nur zusammen im Ganztagsbetrieb in der 7. bis 9. Jahrgangsstufe (Mittelstufe) angeboten. Die schriftlichen Abiturprüfungen (in den drei zu Beginn der Oberstufe gewählten Leistungskursen) finden im Mai, die mündliche(n) Prüfung(en) im Juni statt.
Die MSS gliedert sich in zwei Phasen, nämlich in die einjährige Einführungsphase (Jahrgangsstufe 10) und in die  zweijährige Qualifikationsphase (11/1, 11/2, 12/1, 12/2). Überschneidungen innerhalb der beiden Phasen wie in G9 gibt es nicht.   
Die Einführungsphase dient den Schülerinnen und Schülern wie in G9 zur Eingewöhnung in das Kurssystem der MSS, dabei ist es ebenfalls nach sechs Wochen möglich, die Fächerkombination zu ändern. In der Qualifikationsphase sammeln die Schülerinnen und Schüler Punkte für die Zulassung zum schriftlichen Abitur. In G8 dauert die Einführungsphase ein Schuljahr (MSS 10). Die Zulassung zur Jahrgangsstufe 11 ist die Voraussetzung für den Eintritt in die Qualifikationsphase MSS 11 und MSS 12 und verleiht gleichzeitig der Sekundarabschluss I (Mittlere Reife).
Wie in G9 können verschiedene Fächer frei gewählt werden, jedoch müssen Mathematik, Deutsch, eine Fremdsprache und zwei Naturwissenschaften oder zwei Fremdsprachen und eine Naturwissenschaft, Geschichte, eine weitere Gesellschaftswissenschaft sowie Religion oder Ethik und Sport immer belegt werden.
Jeder Schüler wählt für die Klasse 10 drei Fächer aus dem Angebot der Schule als Leistungsfach. In der Jahrgangsstufe 10 werden neun Grundfächer belegt, davon können zwei in der Qualifikationsphase abgewählt werden (eine Fremdsprache und eine Naturwissenschaft oder zwei Naturwissenschaften). Stundenzahl und Lerninhalte der Leistungskurse sind in den Leistungsfächern umfangreicher und anspruchsvoller als in den Grundkursen. In Mathematik und Deutsch wird eine Stunde mehr als an G9 unterrichtet. Alle Leistungsfächer sind verpflichtende Prüfungsfächer im Abitur. In Rheinland-Pfalz gibt es zur Zeit 19 Gymnasien, die das Abitur nach acht Schuljahren anbieten. 

## Fächerkanon
Einige Fächer werden nur von wenigen Schulen angeboten (insbesondere als Leistungskurse). Zudem haben die Schulen die Möglichkeit, sich weitere Fächer durch das Bildungsministerium genehmigen zu lassen.
Grundkurse werden zwei- oder dreistündig, Leistungskurse fünfstündig, in G8 sogar sechsstündig unterrichtet. Davon abweichend werden Geschichte, Sozialkunde und Erdkunde als Leistungskurs vierstündig unterrichtet. Sport wird als Leistungskurs siebenstündig unterrichtet, wobei nur fünf Stunden auf die Pflichtstundenanzahl angerechnet werden. Die Grundkurse in Geschichte, Sozialkunde/Erdkunde, Sport, Religion und Ethik sind nur zweistündig. Eine neu einsetzende Fremdsprache wird fünfstündig unterrichtet, wobei nur drei Stunden auf die Pflichtstundenanzahl angerechnet werden. Sie kann nur als Grundkurs gewählt werden.

### Sprachlich-literarisch-künstlerisches Aufgabenfeld
- Deutsch
- Fremdsprachen
  - Englisch
  - Französisch
  - Griechisch
  - Italienisch
  - Japanisch (nur als Grundkurs)
  - Latein
  - Russisch
  - Spanisch
- Künstlerische Fächer
  - Bildende Kunst
  - Darstellendes Spiel (nur als Grundkurs)
  - Musik

### Gesellschaftswissenschaftliches Aufgabenfeld
- Geschichte
- Sozialkunde (nur als Leistungskurs)
- Erdkunde (nur als Leistungskurs)
- Sozialkunde/Erdkunde (nur als Grundkurs)
- Philosophie

### Mathematisch-naturwissenschaftlich-technisches Aufgabenfeld
- Mathematik
- Naturwissenschaften
  - Biologie
  - Chemie
  - Physik
- Informatik

### Sonstige Fächer
- Evangelische oder katholische Religionslehre oder Ethik (Letzteres nur als Grundkurs)
- Sport

## Belegverpflichtungen
Insgesamt sind Fächer mit einer Pflichtstundenanzahl von mindestens 32 Stunden zu belegen. Die Pflichtstundenanzahl entspricht dabei (außer bei Leistungskurs Sport und neu einsetzenden Fremdsprachen) den vorgegebenen Wochenstunden für das jeweilige Fach. Es können nur Fächer als Leistungskurs gewählt werden, die schon vor der Oberstufe besucht worden sind. Daneben sind folgende Regeln zu beachten:

### Leistungskurse
Die drei Leistungskurse müssen mindestens zwei Aufgabenfelder umfassen.
Der erste Leistungskurs muss entweder eine Fremdsprache oder Mathematik oder eine Naturwissenschaft sein. Wird eine Naturwissenschaft gewählt, muss man als zweiten Leistungskurs entweder Deutsch oder eine Fremdsprache oder Mathematik wählen. Bei der Wahl eines künstlerischen Faches, Informatik oder Religionslehre als Leistungskurs müssen die weiteren Leistungsfächer Deutsch oder eine Fremdsprache und Mathematik oder eine Naturwissenschaft sein.

### Grundkurse
Soweit nicht als Leistungskurs gewählt, müssen folgende Fächer durchgängig belegt werden:
- Deutsch
- Mathematik
- Geschichte
- Sozialkunde/Erdkunde
- Fremdsprache
- Naturwissenschaft
- eine weitere Fremdsprache, Naturwissenschaft oder Informatik
- Religionslehre bzw. Ethik
- Sport
- ein weiteres beliebiges Fach

Sofern kein künstlerisches Fach durchgängig belegt wird, muss es in der Jahrgangsstufe 12 zusätzlich zu den gewählten Kursen belegt werden.
Darüber hinaus können freiwillig weitere Kurse belegt werden. Jeweils zum Ende eines Halbjahres ist es möglich, freiwillige Kurse abzuwählen oder Pflichtkurse und freiwillige Kurse zu tauschen, wobei dies weiterhin eine gültige Fächerkombination ergeben muss. Nach Beginn der Oberstufe können jedoch keine weitere Fächer dazugewählt werden (Ausnahme: künstlerisches Fach in der 12. Jahrgangsstufe).

### Besondere Regelungen für Fremdsprachen
Generell können nur Fremdsprachen als Leistungskurse gewählt werden, die schon in der Sekundarstufe I belegt worden sind. Im Bereich der Grundkurse sind zwei Fälle zu unterscheiden:
a) Schüler, die in den Klassen 6 bis 10 durchgehend eine zweite Fremdsprache belegt haben
In diesem Fall ist mindestens eine Pflichtfremdsprache weiterzuführen. Darüber hinaus muss, wenn nicht Informatik oder eine zweite Naturwissenschaft gewählt wird, eine weitere Fremdsprache fortgeführt oder eine neu einsetzende Fremdsprache belegt werden.
b) Schüler, die in den Klassen 6 bis 10 keine zweite Fremdsprache belegt haben
Die Pflichtfremdsprache muss zumindest in der Jahrgangsstufe 11 fortgeführt werden. Zusätzlich muss eine neu einsetzende Fremdsprache gewählt werden.

## Abiturprüfung
Nach zweieinhalb  bzw. drei Jahren wird Mitte bis Ende Januar (G8 Mai) in allen drei Leistungskursen jeweils eine schriftliche Abiturprüfung abgelegt. Das vierte und ggfs. fünfte Abiturfach wird nach Vorgaben aus den Grundkursen gewählt, die volle zwei Jahre belegt wurden. In diesen Fächern wird Anfang bis Mitte März (G8 Juni) eine mündliche Prüfung abgelegt, ggfs. werden zusätzliche mündliche Prüfungen in den drei Leistungsfächern abgelegt, letztere auf Antrag, sofern Punkte im Abiturbereich fehlen oder um die Durchschnittsnote zu verbessern. Bis Ende März (G8 Juni) bekommen dann alle erfolgreichen Abiturienten ihr Zeugnis ausgehändigt.
Die Abituraufgaben werden in Rheinland-Pfalz teilweise zentral vom Kultusministerium und immer zum Teil oder ganz (je nach Fach) von der jeweiligen Fachlehrkraft gestellt. Ein Zweitkorrektur-Verfahren soll die Vergleichbarkeit sichern. Seit dem Jahr 2017 werden einzelne Prüfungsteile in den Fächern Deutsch, Mathematik, Englisch und Französisch zentral gestellt. Später wurden weitere Fächer, wie zum Beispiel alle Naturwissenschaften hinzugefügt. Die Aufgaben kommen jeweils aus einem deutschlandweiten Aufgabenpool. Die schriftliche Prüfungsarbeit wird in jedem Fall von der Fachlehrkraft und anschließend von einem Zweitkorrektor bewertet, der üblicherweise von derselben Schule stammt.

## Durchschnittsnote
Die Abiturnote setzt sich aus den in der Qualifikationsphase in den einzelnen Fächern gesammelten Punkten und aus den Leistungen in der Abiturprüfung zusammen. (Ist im Folgenden von Punkten die Rede, so sind MSS-Punkte gemeint.)

### Qualifikation im Block I
Für den Qualifikationsbereich sind die Punktzahlen der Halbjahre 11/2, 12/1, 12/2 und 13 (in G8 11/1, 11/2, 12/1, 12/2) von Bedeutung. Es müssen exakt 35 Kurse eingebracht werden. Folgende Kurse müssen verpflichtend eingebracht werden:
- die vier Kurse der Halbjahre 11/2, 12/1, 12/2 und 13 (G8 11/1, 11/2, 12/1, 12/2) der drei Leistungsfächer. Die zwei besten Leistungskurse werden doppelt gezählt,
- die vier Kurse der Halbjahre 11/2, 12/1, 12/2 und 13 (G8 11/1, 11/2, 12/1, 12/2) des vierten und ggfs. fünften Prüfungsfaches.

Ferner müssen folgende Kurse eingebracht werden, sofern sie nicht schon durch die Prüfungsfächer abgedeckt sind:
- vier Kurse in Deutsch
- vier Kurse in Mathematik
- vier Kurse in einer Fremdsprache
- vier Kurse in einer Naturwissenschaft (kein Informatik)
- vier Kurse in einem gesellschaftswissenschaftlichen Fach
- zwei Kurse des künstlerischen Faches
wurde das künstlerische Fach in der 11. Jahrgangsstufe freiwillig, also außerhalb der Pflichtstundenzahl belegt, so müssen die Kurse der Halbjahre 12/1 und 12/2 eingebracht werden, selbst wenn das künstlerische Fach in 13 beibehalten wurde.
- der Kurs des Halbjahres 13 aus einer weiteren Fremdsprache oder einer weiteren Naturwissenschaft oder Informatik

Die restlichen einzubringenden Kurse, die noch zur Vervollständigung der 35 fehlen, können gemäß der folgenden Bedingungen gewählt werden:
- Werden ein oder mehrere Kurse aus einem Fach eingebracht, das weder Prüfungsfach noch freiwillig belegtes Grundfach ist, so muss auch der Kurs des Halbjahres 13 (G8 12/2) darunter sein.
- Aus dem Grundfach Sport können höchstens drei Kurse eingebracht werden.
- Es dürfen höchstens sieben Kurse mit weniger als fünf Punkten eingebracht werden.
- Ein mit null Punkten abgeschlossener Kurs darf nicht eingebracht werden.

Die Punktzahlen der eingebrachten Kurse werden addiert, dazu kommt ggfs. die Note der Facharbeit. Um die Punktzahl im Block I zu erhalten, wird diese Summe mit dem Faktor 10/11 multipliziert. Es müssen mindestens 200 Punkte erreicht werden, maximal sind 600 Punkte möglich.

### Qualifikation im Block II
Für den Prüfungsbereich sind die Punktzahlen der Abiturprüfungen und eventuell die einer besonderen Lernleistung (kurz BLL) relevant.
Bei vier Prüfungsfächern ohne BLL wird in jedem der vier Prüfungsfächer die in der Abiturprüfung erreichte Punktzahl verfünffacht.
Bei vier Prüfungsfächern mit BLL oder bei fünf Prüfungsfächern wird die in den Abiturprüfung erreichten Punktzahlen bzw. die Punktzahl der BLL vervierfacht.
Lässt sich ein Schüler oder eine Schülerin in einem schriftlichen Prüfungsfach zusätzlich mündlich prüfen, so werden die Punktzahlen aus schriftlicher und mündlicher Prüfung im Verhältnis 2:1 gewichtet, wobei Nachkommastellen unberücksichtigt bleiben.
In mindestens zwei Prüfungsfächern müssen jeweils mindestens 25 Punkte erreicht werden, bei fünf Prüfungsfächern oder mit BLL müssen es jeweils mindestens 20 Punkte sein. Es müssen mindestens 100 Punkte erreicht werden, maximal sind 300 Punkte möglich.

### Gesamtqualifikation
Zur Berechnung der Gesamtqualifikation werden die erreichten Gesamtpunktzahlen der zwei Bereiche addiert und in eine Durchschnittsnote umgerechnet. Es müssen mindestens 300 Punkte erreicht werden, maximal sind 900 Punkte möglich.

### Durchschnittsnote
Die Abiturdurchschnittsnote ergibt sich durch die Punktzahl der Gesamtqualifikation:
| Gesamtpunktzahl | Durchschnittsnote |
| --------------- | ----------------- |
| 900–823         | 1,0               |
| 822–805         | 1,1               |
| 804–787         | 1,2               |
| 786–769         | 1,3               |
| 768–751         | 1,4               |
| 750–733         | 1,5               |
| 732–715         | 1,6               |
| 714–697         | 1,7               |
| 696–679         | 1,8               |
| 678–661         | 1,9               |
| 660–643         | 2,0               |
| 642–625         | 2,1               |
| 624–607         | 2,2               |
| 606–589         | 2,3               |
| 588–571         | 2,4               |
| 570–553         | 2,5               |

| Gesamtpunktzahl | Durchschnittsnote |
| --------------- | ----------------- |
| 552–535         | 2,6               |
| 534–517         | 2,7               |
| 516–499         | 2,8               |
| 498–481         | 2,9               |
| 480–463         | 3,0               |
| 462–445         | 3,1               |
| 444–427         | 3,2               |
| 426–409         | 3,3               |
| 408–391         | 3,4               |
| 390–373         | 3,5               |
| 372–355         | 3,6               |
| 354–337         | 3,7               |
| 336–319         | 3,8               |
| 318–301         | 3,9               |
| 300             | 4,0               |
| < 300           | nicht bestanden   |

Alternativ kann auch folgende Formel verwendet werden:
{\displaystyle N={\frac {1011-P}{180}}}
(P = Punktzahl der Gesamtqualifikation, N = Abiturdurchschnitt, wobei N kaufmännisch gerundet werden muss und ein N rechnerisch kleiner als 1 als 1,0 gewertet wird)
Darüber hinaus gibt es Websites mit Online-Rechnern.

## Alte Sprachen
Durch den Besuch des Latein- bzw. Griechischunterrichts kann man das Latinum, das große Latinum bzw. das Graecum erwerben. Dies wird auf dem Abiturzeugnis vermerkt. Zum Erwerb muss die Note des letzten Halbjahres oder Schuljahres, in der man im jeweiligen Fach Unterricht hatte, oder ggfs. die Note in der gesonderten Prüfung oder in der Abiturprüfung mindestens 4,0 (fünf Punkte) betragen. Außerdem muss der Unterricht mindestens eine bestimmte Zeit lang besucht worden sein:

### Latinum
- von Jahrgangsstufe 5 oder 6 bis mindestens 10,
- von Jahrgangsstufe 7 bis mindestens 11,
- von Jahrgangsstufe 8 oder 9 bis 13,
- von Jahrgangsstufe 11 bis 13 mit gesonderter Prüfung oder als Teil der Abiturprüfung.

### Graecum
- von Jahrgangsstufe 8 oder 9 bis 13,
- von Jahrgangsstufe 11 bis 13 mit gesonderter Prüfung oder als Teil der Abiturprüfung

## Fachhochschulreife
Mit Abschluss der 12. Jahrgangsstufe (bzw. bei G8 der 11. Jahrgangsstufe) kann der schulische Teil der Fachhochschulreife erlangt werden.
Insgesamt müssen 15 Kurse aus zwei aufeinanderfolgenden Halbjahren aus der Qualifikationsphase eingebracht werden: die 4 Kurse zweier Leistungsfächer (doppelt gewertet), die erstes und zweites Prüfungsfach in der Abiturprüfung sein könnten, und 11 Grundkurse. Es müssen dabei je 2 Kurse in Deutsch, einer verpflichtend belegten Fremdsprache, Gemeinschaftskunde, Mathematik und einer Naturwissenschaft eingebracht werden. Außerdem müssen in 2 der 4 eingebrachten Leistungskurse und in 9 der 15 insgesamt eingebrachten Kurse mindestens 5 Punkte erreicht worden sein. Kurse mit 0 Punkten dürfen nicht eingebracht werden. Die Summe der erreichten Punkte in den eingebrachten Leistungskursen muss mindestens 40, insgesamt mindestens 95 betragen.
Der berufliche Teil der Fachhochschulreife lässt sich durch ein einjähriges Praktikum, das in einem Bereich abgeleistet werden muss, der dem angestrebten Studium nahesteht, eine Berufsausbildung oder ein freiwilliges soziales bzw. ökologisches Jahr erreichen.